# Festival du film britannique de Dinard 2017
Le Festival du film britannique de Dinard 2017, 28e édition du festival, s'est déroulé du 27 septembre 2017 au 1er octobre 2017.

## Déroulement et faits marquants
Le 26 juin 2017, l'équipe du festival annonce que Nicole Garcia sera présidente du jury de la 28e édition du festival.
Le 24 août 2017 est dévoilé l'ensemble de la sélection, des hommages, et des membres du jury, La bande annonce du festival est réalisée par Paul Marques Duarte.
Le palmarès est dévoilé le 30 septembre 2017 : le Hitchcock d'or est remporté par Seule la terre (God's Own Country) de Francis Lee, le Prix du scénario par Daphne de Peter Mackie Burns et une Mention spéciale du jury par Pili de Leanne Welham. Un Hitchcock d'honneur est décerné à l'acteur Jim Broadbent.

## Jury

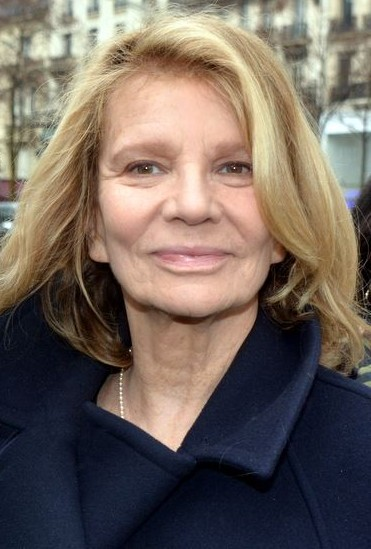
Nicole Garcia présidente du jury, au Festival du film britannique de Dinard 2017

- Nicole Garcia (présidente du jury), réalisatrice et actrice  France
- Clémence Poésy, actrice  France
- Mélanie Thierry, actrice  France
- Valérie Donzelli, actrice et réalisatrice  France
- Vincent Elbaz, acteur  France
- Philippe Besson, auteur  France
- Annette Lévy-Willard, auteur  France
- Annette Dutertre, monteuse  France
- Roger Allam, acteur  Royaume-Uni
- Alice Lowe, cinéaste  Royaume-Uni
- Michael Ryan, producteur  Royaume-Uni

## Sélection

### En compétition
- Pili de Leanne Welham
- Seule la terre (God's Own Country) de Francis Lee
- Steven Before Morrissey de Mark Gill (en)
- Daphne (en) de Peter Mackie Burns
- Jawbone de Thomas Napper
- Une prière avant l'aube (A Prayer Before Dawn) de Jean-Stéphane Sauvaire

### Hors compétition

#### Ouverture
- Confident Royal (Victoria & Abdul) de Stephen Frears

#### En avant-première
- Butterfly Kisses de Rafael Kapelinski
- The Bookshop de Isabel Coixet
- A Date for Mad Mary de Darren Thornton
- Final Portrait de Stanley Tucci
- In Another Life de Jason Winged
- Just Charlie de Rebekah Fortune
- The Levelling de Hope Dickson Leah
- The Limehouse Golem de Juan Carlos Medina
- Mammal de Rebecca Daly
- Mum’s List de Niall Johnson
- Patrick’s days de Terry McMahon
- Revolting Rhymes de J.Lachauer & J.Schuh
- Sea Sorrow de Vanessa Redgrave
- À l'heure des souvenirs (Sense of an Ending) de Ritesh Batra
- That Good Night de Eric Styles
- Their Finest de Lone Scherfig
- La Mort de Staline (The Death of Stalin) de Armando Iannucci

#### Séance spéciale
- Mise à mort du cerf sacré (The Killing of a Sacred Deer) de Yorgos Lanthimos

#### Hommages
- Jim Broadbent, acteur  Royaume-Uni
- Phil Davis, acteur  Royaume-Uni
- Christopher Smith, réalisateur  Royaume-Uni
- John Hurt, acteur  Royaume-Uni (à titre posthume)

## Palmarès
- Hitchcock d'or : Seule la terre (God's Own Country) de Francis Lee
- Prix du scénario : Daphne de Peter Mackie Burns
- Mention spéciale du jury : Pili de Leanne Welham
- Prix du public : Pili de Leanne Welham
- Prix Coup de cœur : God’s Own Country de Francis Lee
- Hitchcock d'honneur : Jim Broadbent